# Pandemonium: Live at the O2 Arena, London, 21st December 2009
Pandemonium: Live at the O2 Arena, London, 21st December 2009 (noto anche semplicemente come Pandemonium) è il secondo album dal vivo del gruppo musicale britannico Pet Shop Boys, pubblicato il 15 febbraio 2010 dalla Parlophone.

## Il disco
Come deducibile dal titolo, l'album è stato registrato il 21 dicembre 2009 alla O2 Arena di Londra, durante il loro Pandemonium Tour.
Il DVD include lo show completo del concerto, filmato da David Barnard, mentre il CD, prodotto e missato da Stuart Price, include 17 delle canzoni eseguite durante lo show.

## Tracce

### CD
1. More Than a Dream/Heart – 4:23
2. Did You See Me Coming? – 3:41
3. Pandemonium/Can You Forgive Her? – 4:05
4. Love Etc. – 3:14
5. Go West – 3:55
6. Two Divided by Zero – 3:46
7. Why Don't We Live Together? – 4:17
8. New York City Boy – 2:51
9. Always on My Mind – 3:43
10. Closer to Heaven/Left to My Own Devices – 5:40
11. Do I Have To? – 3:14
12. King's Cross – 4:11
13. Suburbia – 5:12
14. Se a vida é/Discoteca/Domino Dancing/Viva la vida – 6:00
15. It's a Sin – 5:04
16. Being Boring – 5:17
17. West End Girls – 5:15

### DVD
1. More Than a Dream/Heart – 4:22
2. Did You See Me Coming? – 3:39
3. Pandemonium/Can You Forgive Her? – 4:25
4. Love Etc. – 3:17
5. Building a Wall – 1:50
6. Go West – 3:55
7. Two Divided by Zero – 3:46
8. Why Don't We Live Together? – 4:19
9. New York City Boy – 2:50
10. Always on My Mind – 3:50
11. Closer to Heaven/Left to My Own Devices – 5:38
12. Do I Have To? – 3:57
13. King's Cross – 4:18
14. The Way It Used to Be – 5:05
15. Jealousy – 4:37
16. Suburbia – 5:20
17. What Have I Done to Deserve This? – 4:36
18. All Over the World – 3:40
19. Se a vida é/Discoteca/Domino Dancing/Viva la vida – 6:02
20. It's a Sin – 5:38
21. Being Boring – 6:17
22. West End Girls – 5:20

Extra
1. My Girl (Live at the O2) – 4:07
2. It Doesn't Often Snow at Christmas (Live at the O2) – 4:51
3. Love Etc. (Music Video) – 3:28
4. Did You See Me Coming? (Music Video) – 3:42
5. All Over the World (Music Video) – 3:45
6. 2009 BRIT Awards Performance – 10:00
7. Audio Commentary by Pet Shop Boys and Es Devlin

## Classifiche
| Classifica (2009/10)                  | Posizione massima |
| ------------------------------------- | ----------------- |
| Austria                               | 75                |
| Belgio (Fiandre)                      | 100               |
| Belgio (Vallonia)                     | 41                |
| Croazia                               | 27                |
| Francia                               | 183               |
| Germania                              | 22                |
| Grecia                                | 14                |
| Giappone                              | 192               |
| Messico                               | 41                |
| Regno Unito                           | 29                |
| Repubblica Ceca                       | 12                |
| Spagna                                | 14                |
| Stati Uniti (dance/electronic albums) | 8                 |
| Svezia                                | 41                |
| Svizzera                              | 87                |